# Bonne d'enfants et soldat
Bonne d'enfants et soldat (La tata e il soldato) è un cortometraggio muto del 1897 dei fratelli Auguste e Louis Lumière.
Ai primi filmati semi-documentari che ritraevano scene di vita quotidiana si affiancano con sempre maggior frequenza e successo brevi scenette a carattere comico, in cui gli interpreti (bambini e adulti) recitano ora secondo un copione prestabilito. I nomi degli attori di questo filmato non sono accreditati e se ne ignora l'identità.

## Trama
Una tata cammina nel parco, leggendo un libro. Per la mano tiene un bambino. Per scherzo un soldato riesce brevemente a "sostituirsi" al bambino, tenendola per la mano, prima che la tata se ne accorga e si allontani indispettita, riprendendosi il bambino.

## Produzione
Il film fu prodotto da Auguste e Louis Lumière.

## Distribuzione
Distribuito da Auguste e Louis Lumière, il film uscì in Francia nel 1897.